# Natco Pharma
Das Unternehmen Natco Pharma (1981 gegründet) ist ein indisches Pharmaunternehmen mit Sitz in Hyderabad. 

## Geschichte
Die Wurzeln des Unternehmens gehen auf die Gründung der NATCO (Acronym für National Trading Company) Pharma Division in Kothur, Rangareddy Dist, Telangana, zurück.
Der Generikahersteller erhielt 2012 vom indischen Patentamt eine Lizenz zur Herstellung von Sorafenibtosylat für die nächsten acht Jahre zugesprochen. Die erzwungene Lizenz erfolgte gegen die Zahlung einer Lizenzgebühr in Höhe von sechs Prozent der Verkaufserlöse an den Patentinhaber Bayer AG. Statt Einnahmen aus dem Verkauf des Fertigarzneimittels darf Bayer auf dem Subkontinent nur noch mit marginalen Lizenzgebühren kalkulieren.

## Werke
- Mekaguda, Wirkstoffwerk, seit 1993
- Chennai, Wirkstoffwerk, seit 2009

- Kothur, Fertigarzneimittelwerk, seit 1981
- Nagarjuna Sagar, Fertigarzneimittelwerk, seit 1986
- Dehradun, zwei Fertigarzneimittelwerke, seit 2006
- Guwahati, Fertigarzneimittelwerk

hinzu kommt der Forschungsstandort Natco Research Center in Sanathnagar, Hyderabad.